# Обесценение накоплений граждан СССР (1990—1992)
Обесценивание накоплений граждан СССР (1990—1992) — использование государством в лице правительств СССР и Российской Федерации вкладов населения в государственных трудовых сберегательных кассах, преобразованных в Банк трудовых сбережений и кредитования населения СССР (Сбербанк), для финансирования дефицита перестроечного государственного бюджета. 
За использование этих средств выплачивался процент, который был многократно ниже уровня инфляции. В результате, в 1990—1992 годы покупательная способность накоплений граждан сократилась на 98 %.
Причинами обесценивания является фискальная политика властей СССР в 1970е-1980е гг., и особенно в период начиная с 1988 гг., когда производилось повышение заработной платы в государственном секторе экономике без увеличения реального объема производимых товаров и оказываемых услуг. Это привело к увеличению денежной массы, которую потребители не могли "отоварить". В результате с середины 1970-х ускоренными темпами нарастал дефицит товаров и услуг, что являлось формой скрытой инфляции. Открытая инфляция была невозможна: государство не позволяло производителям, продавцам товаров и исполнителям услуг изменять цены, что могло бы сбалансировать спрос и предложение.
Правительство РСФСР в лице Бориса Ельцина не имело отношения к обесцениванию накоплений, т. к. эмиссия рубля находилась в руках союзного правительства.

## Механизм
Сбережения населения СССР в Сбербанке на 1990 год составляли 369 млрд руб., или более трети ВВП страны. С началом инфляционных процессов в 1991 году их доля в ВВП снизилась до чуть более четверти, однако за два последующих года они были фактически полностью уничтожены инфляцией.
В 1990 году средства на счетах в Сбербанке СССР Совет министров СССР под руководством Н. И. Рыжкова изъял и направил на финансирование дефицита бюджета Союза ССР, возникшего из-за неэффективности советской экономики, доходы которой опирались во многом на нефть, цена которой достаточно волатильна. Постановлением Верховного Совета СССР от 11 декабря 1990 года № 1830-1 «О введении в действие Закона СССР „О государственном банке СССР“ и Закона СССР „О банках и банковской деятельности“» правительству СССР поручалось до 31 декабря 1991 года оформить надлежащим образом возникшую задолженность перед Сбербанком, однако ни правительство Рыжкова, ни правительство Павлова этого не сделали, несмотря на неоднократные напоминания со стороны Госбанка СССР и Сбербанка СССР.
15 апреля 1991 года руководитель Госбанка СССР Виктор Геращенко сообщил правительству, что за использование кредитных ресурсов (в том числе полученных от Сбербанка) будет начисляться плата в размере 5 % годовых, тогда как годовая инфляция достигала уже 95 %. Уже тогда реальная процентная ставка за пользование сбережений граждан стала резко отрицательной, а к концу 1991 года индекс потребительских цен в России подскочил до 168 %, ещё больше увеличив разрыв между номинальной ставкой по займам и инфляцией.
Либерализация цен правительством Гайдара 2 января 1992 года подстегнула в 1992 году индекс инфляции до 2608 %. При этом за средства, заимствованные правительством у Сбербанка, на 10 апреля 1992 года платили по прежней ставке — 5 %. К 29 июня 1992 года её подняли до 15 %, хотя даже официальная учетная ставка Центробанка (по кредитам коммерческим банкам) уже достигла 80 %. К 22 октября 1992 года ставку Минфина по кредитам Сбербанка подняли только до 45 % годовых. Таким образом, покупательная способность вкладов населения в Сбербанке на 31 декабря 1991 года (и увеличенных с 30 марта 1991 года на размер 40%-й «горбачевской компенсации» при повышении розничных цен), за год сократилась на 61 %. А за следующий год, к 31 декабря 1992-го, реальная покупательная способность вкладов сократилась ещё на 94 % или почти в 17 раз. Всего же с момента, когда сбережения граждан были заимствованы правительством, они сохранили чуть более 2 % от своей покупательной способности на декабрь 1990 года.
На аналогичные (и даже более жёсткие) меры в своё время пошло правительство ФРГ во главе с Людвигом Эрхардом: в ходе денежной реформы половина наличных и сбережений граждан была обменяна по курсу 1:10, вторая же половина была заморожена и впоследствии обменяна по курсу 1:20.

## Причины

### «Инфляционный навес»
Деньги, накопленные на счетах граждан, были не обеспечены реальными товарами.
В условиях социалистической экономики руководство СССР создавало иллюзию наличия больших накоплений и всеобщего благополучия, давая гражданам возможность периодически покупать товары по относительно низким фиксированным ценам. Хотя для этого приходилось долго стоять в очереди, завести нужные связи, ещё «чуть-чуть доплатить кому надо», у населения была теоретическая возможность превратить свои сбережения в товары и услуги. Но если бы все захотели сделать это одновременно — то ничего бы не вышло.
Советское руководство не желало идти ни на либерализацию цен, ни на признание фиктивности вкладов, и проблема дефицита товаров нарастала. Попыткой ликвидировать «инфляционный навес» (разницу между денежными средствами населения и стоимостью товарных запасов) была «павловская» реформа, когда  граждан в течение трех дней обязали поменять старые денежные знаки на новые с ограничением максимальной обмениваемой суммы, были «заморожены» вклады и повышены цены. Уже тогда вклады потеряли часть своей покупательной способности, но либерализации цен не произошло, потому «инфляционный навес» ликвидирован не был и дефицит товаров сохранился. На вклады была начислена компенсация, но и она тоже была «заморожена».

## Альтернативы
Экономист Андрей Илларионов считает, что альтернатива уничтожению вкладов населения в Сбербанке существовала[какая?], однако ни советские, ни российские реформаторы ею не воспользовались.
Он считает, что проблема денежно-товарной несбалансированности российского рынка накануне либерализации цен 2 января 1992 года представляется искажённо[почему?]. Это подтверждают реальные данные соотношения денежных средств населения и товарных запасов в торговле и промышленности.
Соотношение денежных средств населения и товарных запасов в России (на конец года, млрд руб.)
| Показатели | 1985 | 1986 | 1987 | 1988 | 1989 | 1990 | 1991 | 1991* | 1992 |
| Денежные средства (наличные деньги в обороте плюс все вклады в банках) | 166  | 181  | 199  | 222  | 255  | 295  | 548  | 456   | 2427 |
| Товарные запасы в торговле (розничной и оптовой) и промышленности | 50   | 46   | 42   | 41   | 42   | 36   | 79   | 79    | 1063 |
| Соотношение товарных запасов и денежных средств (копеек товарных запасов на 1 рубль денежных средств) | 30,1 | 25,3 | 21,3 | 18,6 | 16,3 | 12,1 | 14,4 | 17,4  | 43,8 |
| * Накопления населения в Сбербанке без компенсации, на использование которой 22 марта 1991 г. были наложены ограничения, снятые 30 марта 1992 г. Данные: Народное хозяйство РСФСР в 1989 г.; Народное хозяйство РСФСР в 1990 г.; Социальное развитие Российской Федерации. 1992; Российский статистический ежегодник. 1995; Российский статистический ежегодник. 1996. |      |      |      |      |      |      |      |       |      |

Эти данные свидетельствуют, что самая низкая обеспеченность товарами имевшихся у населения денег наблюдалась не в конце 1991 года, а годом ранее: 12 копеек на рубль. Если учесть, что до марта 1992 года «горбачёвскую компенсацию» использовать было нельзя, то к концу 1991 года соотношение товаров к деньгам достигло 17 копеек на рубль, что превышает даже показатель 1989 года. И разрушение потребительского рынка в последние месяцы 1991 года было вызвано не пиком «денежного навеса», а паникой населения после публичных заявлений властей о неизбежной либерализации цен.
Спрос населения при этом был вынужденно ориентирован на приобретение исключительно потребительских товаров. Этот дисбаланс можно было радикально сократить, открыв для людей возможность приобретения ресурсов, запрещённых для свободной реализации: производственно-технического оборудования, грузового и пассажирского транспорта, квартир, магазинов, предприятий бытового обслуживания, других объектов малой приватизации, недвижимости, земельных участков сельскохозяйственного, производственного, жилищного назначения, иностранной валюты. В таком случае «иллюзорные» сбережения граждан превратились бы в реальные активы.
Программа «400 дней» (1990 год) предусматривала опережающий запуск приватизации для того, чтобы предложить людям собственность (от мелких розничных точек до акций крупных предприятий) в обмен на их накопления до либерализации цен, чтобы те не прыгнули слишком высоко. Тот же вариант прописывался и в программе «500 дней». Положения ни той, ни другой программы не были учтены правительством Ельцина — Гайдара, у которого либерализация цен предшествовала приватизации. Цены выросли в 26 раз.

### Индексация вкладов
Власти России могли пойти и на индексацию вкладов в соответствии с реальными индексами инфляции. В таком случае объём государственного внутреннего долга мог достичь 60 % ВВП, указывает заведующий лабораторией Института Гайдара Владимир Назаров.
«Государственный долг представляет макроэкономическую угрозу не тогда, когда он существует, а лишь тогда, когда власти игнорируют проблему, — возражает А. Илларионов. — Российский внешний долг, унаследованный от СССР и составлявший в 1991 году 12,5 % российского ВВП, при проведении безответственной экономической политики за восемь последующих лет, к 1999 году, вырос до 77 % ВВП. Однако при проведении разумной бюджетной и долговой политики за следующие девять лет, к 2008 году, размер российского внешнего долга упал с 77 до 2 % ВВП. На таком фактическом фоне недавней истории собственной страны может ли кого-либо напугать величина государственного внутреннего долга в 60 % ВВП?»
Индексация советских вкладов в Сбербанке была прекращена в любом виде в 1998 году, но если бы она продолжалась, то к 2012 году их сумма достигла бы 15 % ВВП России и для макроэкономической устойчивости не представляла бы серьёзной опасности.

### Плата за деньги граждан
Существовал и другой способ сохранить вклады населения: на фоне либерализации цен либерализовать и плату за деньги, то есть процентные ставки по депозитам, приблизив их к реально положительным (по отношению к инфляции) значениям. Однако ставки по кредитным ресурсам, заимствованным правительством у населения, остались регулируемыми и дискриминационно низкими (ниже ставки банковского рефинансирования). За этот вариант ратовал руководитель Центробанка Георгий Матюхин, который по настоянию Е.Гайдара в июне 1992 года был уволен.
А когда фактическая ликвидация многомиллиардных сбережений российских граждан завершилась, началась кампания массовой приватизации государственной собственности в России. К этому времени инвестиционный ресурс, накопленный гражданами за десятилетия напряжённого труда, который они могли бы использовать при приватизации, был полностью ликвидирован. А когда у людей начали появляться новые накопления, сделанные уже в рыночных условиях, приватизация уже закончилась.

## Вопрос о компенсациях
«Сбережения населения оказались фактически единственной крупной статьей государственного долга, российскими властями не признанной, не оформленной, не компенсированной и не оплаченной, в конечном счете фактически полностью уничтоженной инфляцией», — утверждает А.Илларионов.

### Первый подход: 1993
В декабре 1993 года общественное движение вкладчиков Сбербанка вынудило президента России Бориса Ельцина издать указ о начислении единовременных компенсаций по вкладам в 3-кратном размере по сравнению с остатками на счетах на 1 января 1992 года. Эта сумма явно не покрывала потерь, однако и эта выплата была отложена на год, а затем сделана не была.

### Второй подход: 1995
Госдума РФ сделала при противодействии правительства следующий шаг навстречу вкладчикам, приняв 24 февраля 1995 года Федеральный закон «О восстановлении и защите сбережений граждан Российской Федерации», который касался:
- вкладов в Сберегательный банк РФ, сделанных до 20 июня 1991 года[5],
- накопительных вкладов в организации государственного страхования Российской Федерации (ранее Госстрах СССР), сделанных в период до 1 января 1992 года;
- государственных ценных бумаг СССР и РСФСР, размещение которых производилось на территории РСФСР в период до 1 января 1992 года.

Замороженные сбережения граждан были объявлены государственным внутренним долгом Российской Федерации, гарантированным государственной собственностью и всеми активами, находящимися в распоряжении правительства. Было разъяснено, что ценность сбережений граждан определяется покупательной способностью валюты СССР в 1990 году, «исходя из стоимости фиксированного набора основных потребительских товаров и услуг, включающего рацион питания, товары и услуги, обеспечивающие нормальное физиологическое существование человека».
Замороженные сбережения граждан были объявлены целевыми долговыми обязательствами (ЦДО) и должны были индексироваться ежемесячно правительством по мере роста стоимости минимальной потребительской корзины. При этом порядок возврата средств ЦДО определен не был, никакие ЦДО не выпускались и не индексировались.
В мае 1996 года вышел президентский указ Ельцина о компенсации вкладов населения в 1000 раз (что в 2,5 раза меньше размера инфляции с июня 1991 года) и разрешении выдать со вкладов предварительные компенсации в размере 1000 рублей лицам, которым на момент заморозки вкладов было по 75 лет. Далее возраст тех, кому разрешалось выдать 1000 рублей, ежегодно понижался (к 2009 году эту сумму смогли получить те, кому в 1991-м было 25 лет). С 1998 года наследникам стали выдавать с замороженных вкладов компенсации на похороны наследодателя.

### Третий подход: 2009
В декабре 2009 года по предложению министра финансов Алексея Кудрина было принято постановление правительства РФ об окончательном «справедливом решении вопроса»: компенсации в размере (100 %) на каждый рубль замороженных вкладов, лицам до 1945 года рождения — в размере 200 %. При этом был проигнорирован закон 1995 года, гарантировавший «сохранность ценности сбережений», то есть учёт инфляции. С момента заморозки сбережений в январе 1991-го до 2009 года Росстат определяет в 54-кратном размере (учитывая также деноминацию 1998 года). Даже если считать не с января 1991-го, а с момента преобразования Сбербанка в коммерческий акционерный банк 20 июня 1991-го, то размер инфляции всё равно будет 27-кратным. Если бы исполнялся закон 1995 года, компенсация вкладов составила бы 22 трлн рублей, а реально ведомство Кудрина выделило на это в 2010—2012 годах 270 млрд. Так что если за 6-8 тыс. советских рублей в 1991 году можно было купить автомобиль «Жигули», то теперь выделенной суммы компенсации не хватит даже на комплект автомобильных шин.
При этом:
- проценты на сумму компенсаций и сами вклады не начисляются;
- широкого оповещения о возможности получения вкладов не ведется. Многие забыли о своих советских сбережениях, потеряли сберкнижки, умерли, а наследники могут вообще не предполагать, что в Сбербанке имеются деньги, которые им причитаются. Тогда эти вклады будут списаны;
- получение вкладов усложнено, так как за 30 лет отделения Сбербанка переезжали, реорганизовывались и найти, в каком именно в настоящий момент находится вклад, не так просто.

### Критика проектов компенсаций
Ряд экономистов критикует проекты компенсаций по причине того, что государство для их выплаты должно было бы либо поднять налоги (что означает снижение текущих доходов населения), либо увеличивать долг (что означает снижение доходов будущих поколений), либо осуществлять денежную эмиссию (что равносильно налогу на текущие сбережения, поскольку это неизбежно приведёт к росту инфляции). Таким образом, выплата подобных компенсаций одним гражданам неизбежно связана с изъятием средств у других, что делает все подобные проекты сомнительными.

### Опыт Украины
В 1996 году Верховная Рада Украины приняла закон «О госгарантиях восстановления сбережений граждан Украины» по которому гражданам должны были постепенно выплатить вклады в Сбербанке СССР. К 2008 году государство выплатило гражданам в качестве компенсаций около 6% задолженности. В 2008 году правительство Юлии Тимошенко решило активизировать выплаты, за один год выплатив 5% задолженности. Это привело к росту инфляции до 22,3 %. В 2009 году выплаты были приостановлены в связи с кризисом.

## Иски в суды
Многие россияне обращались в суды с исками о компенсации вкладов, которые обычно отклонялись. Самые упорные дошли в 2002 году до Европейского суда по правам человека. Однако ЕСПЧ, хотя и признал факт потерь, указал: Конвенция по правам человека не обязывает государство поддерживать покупательную способность денежных сумм, размещенных в финансовых институтах.
Однако один положительный прецедент был создан: жительница Белгородской области обратилась с иском к Сбербанку, требуя восстановления ее накоплений, позволявших ей в 1991 году приобрести квартиру. Суды длились с 1997 по 2002 год и закончились мировым соглашением, в котором истица обязалась снять свои требования, а власти за это приобрели для нее квартиру.